# Robert Hildebrandt
Robert Hildebrandt (ur. 19 czerwca 1893, zm. ?) – as lotnictwa niemieckiego Luftstreitkräfte z 6 zwycięstwami w I wojnie światowej. 
Służbę w wojsku rozpoczął w 16 Pułku Huzarów w 1913 roku jako kadet. W momencie wybuchu I wojny światowej razem z pułkiem został skierowany na front. 
21 stycznia 1916 został przeniesiony do Luftstreitkräfte po przejściu przeszkolenia 22 czerwca został przydzielony do FA 56. W 1917 roku został skierowany do szkoły pilotów myśliwskich Jastaschule II, skąd po otrzymaniu licencji pilota myśliwskiego został skierowany do służby w Jagdstaffel 13. Pierwsze zwycięstwo odniósł 9 marca 1918. W eskadrze Jasta 13 odniósł jeszcze 3 zwycięstwa.
Od 18 maja do 13 lipca pełnił obowiązki dowódcy Jagdstaffel 12. 13 lipca został przeniesiony do Jagdstaffel 69 także na stanowisko dowódcy. Ostatnim jego przydziałem była Jagdstaffel 53, którą dowodził od 27 sierpnia 1918 do końca wojny.

## Odznaczenia
- Krzyż Żelazny I Klasy
- Krzyż Żelazny II Klasy